# Hush (filme de 2016)
Hush (Brasil: Hush - A Morte Ouve) é um filme americano de 2016, dos gêneros slasher, suspense e terror psicológico, dirigido e editado por Mike Flanagan, e estrelado por Kate Siegel, que também coescreveu o roteiro com Flanagan. O elenco ainda é composto por John Gallagher Jr., Michael Trucco, Samantha Sloyan e Emilia "Emma" Graves. Foi produzido em parceria por Trevor Macy, da Intrepid Pictures, e Jason Blum, da Blumhouse Productions. O longa teve sua estreia mundial no South by Southwest em 12 de março de 2016 e foi lançado pela Netflix em 8 de abril de 2016. Recebeu críticas positivas, com elogios às atuações e à atmosfera.
O filme teve dois remakes na Índia: sendo o primeiro Khamoshi, em hindi (14 de junho de 2019), e depois Kolaiyuthir Kaalam, em tâmil (9 de agosto de 2019). Ambas as refilmagens foram dirigidas por Chakri Toleti. Midnight Mass, uma minissérie baseada na história dentro da história de Hush, também criada e dirigida por Flanagan e estrelada por Siegel, foi lançada na Netflix em 24 de setembro de 2021.

## Enredo
A autora de terror surda-muda Madison "Maddie" Young perdeu suas habilidades de ouvir e falar após contrair meningite bacteriana aos 13 anos, o que causou perda auditiva e paralisia temporária das cordas vocais, que se tornou permanente depois de uma cirurgia malsucedida.
Após o sucesso crítico de seu romance Midnight Mass, Maddie deixou a cidade de Nova York para levar uma vida solitária na floresta com seu gato, lutando para escrever seu próximo livro. Sua vizinha Sarah a visita para devolver uma cópia de seu romance, e elas conversam sobre o isolamento de Maddie e o desejo de Sarah de aprender mais sobre a língua de sinais. Mais tarde naquela noite, um assassino mascarado com uma besta persegue Sarah, que está ensanguentada, até a casa de Maddie. Sarah bate na porta pedindo socorro, mas Maddie não a nota, com seus gritos passando despercebidos. Logo depois, o assassino a esfaqueia até a morte.
O assassino rapidamente deduz que Maddie é surda e decide torná-la sua próxima vítima. Entrando sorrateiramente, ele rouba seu celular enquanto ela está em uma videochamada no laptop com sua irmã, Max, e tira fotos de Maddie, que ela recebe no computador. O assassino se revela do lado de fora, observando Maddie enquanto ela desesperadamente tranca as portas, antes de cortar a energia da casa e furar os pneus de seu carro. Maddie escreve "não vou contar, não vi [seu] rosto, namorado voltando para casa" na porta de vidro com batom, mas o assassino responde tirando a máscara. Ao descobrir que ela consegue ler lábios, ele ameaça levar seu tempo aterrorizando-a antes de, finalmente, invadir a casa. Ele então provoca Maddie, sustentando o corpo de Sarah contra a janela do quarto.
Provocando Maddie ao usar o corpo de Sarah para bater na janela, o assassino se distrai quando Maddie ativa o alarme do carro. Ela abre uma janela e tenta pegar o celular de Sarah, mas o assassino retorna, e Maddie o machuca no braço com um martelo antes de se trancar novamente dentro de casa. Logo depois, ela consegue sair e tenta correr, mas é forçada a voltar para dentro depois de quase ser atingida pelas flechas do assassino. Tentando escapar por uma janela no segundo andar, Maddie é atingida na perna, mas consegue derrubar o assassino do telhado e roubar sua besta antes de se esconder novamente dentro da casa.
Enquanto Maddie, gravemente ferida, luta para armar a besta, o namorado de Sarah, John, chega procurando por ela. O assassino se faz passar por um policial respondendo a uma chamada, mas John começa a ficar desconfiado quando o assassino deixa cair o brinco de Sarah, levado como troféu. Antes que John consiga imobilizar o assassino com uma pedra, Maddie acidentalmente o distrai batendo na janela, e o assassino o esfaqueia fatalmente no pescoço. John, moribundo, coloca o assassino em um estrangulamento para permitir que Maddie fuja, mas nota que não conseguiria fugir a tempo com uma perna ferida, logo então ela percebe que, ou será capturada ou vai morrer sangrando; sua única chance de sobrevivência é lutar. 
Maddie começa a pensar em todas as suas opções para escapar ou se esconder e percebe que em nenhuma vai ter sucesso. John morre e o homem se recupera quando Maddie toma a decisão de lutar. Do lado de fora, o assassino se prepara para matar o gato de Maddie, mas ela o atinge no ombro com a besta. Correndo para dentro, Maddie deixa cair a última flecha e tenta pegá-la, mas o assassino bate a porta de correr em seu pulso. Pisando várias vezes em seu braço e o esmagando, ele a deixa puxar sua mão machucada para dentro e trancar a porta. Quando ele ameaça entrar na casa, Maddie escreve "venha, covarde" na porta com seu próprio sangue. Enquanto o assassino soca a porta com um ferro de roda, Maddie usa seu laptop para digitar uma descrição do assassino e uma mensagem para sua família, antes de se trancar no banheiro, armada com uma faca.
Não conseguindo arrombar a porta, o assassino quebra o vidro do teto do banheiro e desce pela claraboia, ficando atrás de Maddie, que não o percebe. Mas quando sente a respiração dele em seu pescoço, ela se vira rapidamente e o acerta. Ela o esfaqueia no joelho e ele a persegue até a cozinha, onde ela o cega com spray inseticida e o desorienta com um alarme de fumaça visual. Ele começa a estrangulá-la, mas ela, à beira de perder a consciência, o empala no pescoço com um saca-rolhas, finalmente matando-o. Recuperando seu celular do corpo dele, Maddie disca o 911 e senta na varanda do lado de fora com seu gato, fechando os olhos e sorrindo enquanto as luzes das sirenes piscam pela floresta e a polícia chega.

## Elenco
- Kate Siegel como Madison "Maddie" Young
- John Gallagher Jr. como The Man / O Assassino
- Samantha Sloyan como Sarah Greene
- Michael Trucco como John Stanley
- Emma Graves como Max, irmã de Maddie

## Produção
Nada se sabia sobre o projeto até setembro de 2015, quando sua existência foi revelada em uma exibição para compradores que ocorreu no Festival Internacional de Cinema de Toronto de 2015. Foi divulgado que Mike Flanagan dirigiu o filme e coescreveu o roteiro com sua esposa, Kate Siegel, que também protagoniza a produção.
Flanagan revelou que fez a protagonista surda-muda porque queria dirigir um filme "sem diálogos". A possibilidade de tornar o filme completamente silencioso chegou a ser brevemente considerada, mas foi rapidamente descartada, pois ele concluiu que construir tensão dessa forma seria "impossível". Além disso, Flanagan observou que o público-alvo não estava acostumado com filmes mudos e, por isso, acabaria "buscando qualquer tipo de estímulo sonoro no ambiente" ou simplesmente optaria por não assistir ao filme.
O roteiro consistia principalmente em direções de cena, que Flanagan e Siegel desenvolveram encenando as situações em sua própria casa. No entanto, esse detalhe acabou gerando problemas durante as filmagens, pois, ao gravarem no Alabama, não conseguiram encontrar uma casa parecida o suficiente com a deles e tiveram que fazer alterações significativas no roteiro. Flanagan também enfrentou desafios por conta da ambientação única do filme e precisou planejar a cinematografia de forma a manter o interesse do público, especialmente considerando que a protagonista era muda. Para isso, ele utilizou uma Steadicam para acompanhar cada movimento de Siegel, junto com um microfone boom e um assistente para tornar os movimentos mais "dinâmicos". Como resultado, o áudio dessas cenas não pôde ser aproveitado e precisou ser refeito na pós-produção, pois, segundo Flanagan, inicialmente "soava como uma manada de elefantes".
Para representar o mundo de Maddie, foram utilizados vários sons ambientes, como o ruído de máquinas de ultrassom. Flanagan optou por não usar silêncio absoluto nessas cenas, pois acreditava que isso faria os espectadores ficarem ainda mais conscientes do ambiente ao redor, tirando-os da imersão. Devido à forma como a câmera foi utilizada, Siegel precisou gravar sua própria respiração em ADR para a versão final do filme. A trilha sonora foi composta pela dupla The Newton Brothers.

## Lançamento
Hush teve sua estreia mundial no South by Southwest em 12 de março de 2016. Antes da estreia, a Netflix adquiriu os direitos de distribuição mundial do filme, que foi lançado na plataforma em 8 de abril.
Em 7 de abril de 2023, o filme foi removido da Netflix, pois a licença de distribuição da empresa expirou. Isso foi confirmado por Flanagan, afirmando que "eles licenciaram o filme por 7 anos", e também mencionando a intenção de um lançamento físico no futuro. A Shout! Studios lançou o filme em vídeo sob demanda em 27 de agosto de 2024, antes de sua exibição limitada nos cinemas em 16 de outubro de 2024.

### Mídia doméstica
Uma edição de colecionador em 4K Ultra HD Blu-ray foi lançada pela Shout! Studios em 26 de novembro de 2024, incluindo uma versão inédita em preto e branco, chamada "Shush Cut".

## Recepção

### Resposta da crítica
No site agregador de críticas Rotten Tomatoes, o filme possui uma taxa de aprovação de 91% com base em 45 avaliações, com uma classificação média de 7,5/10. O consenso dos críticos do site diz: "Hush navega pelas águas sangrentas dos suspenses de invasão domiciliar e dos slashers afiados, criando uma mistura de horror contemporâneo." No Metacritic, o filme tem uma pontuação média ponderada de 67 de 100, com base nas avaliações de sete críticos, indicando "críticas geralmente favoráveis".
Benjamin Lee, do The Guardian, disse que Hush "oferece um suspense engenhoso" e lhe deu quatro estrelas de cinco. Geoff Burkshire, da Variety, embora tenha criticado o terceiro ato do filme, o chamou de "uma das produções mais inspiradas a surgir da agitada linha de filmes de terror e suspense da Blumhouse nos últimos anos." Michael Gingold, da Fangoria, deu ao filme 3,5 de 4 estrelas, chamando-o de "um bom e velho filme de terror realmente assustador". Jasef Wisener, do TVOvermind, deu ao filme 4,7 de 5, observando que "graças às atuações dos dois protagonistas, Hush acerta em quase todos os aspectos e entrega um dos melhores filmes de terror da história atual". Richard Newby, do site Audiences Everywhere, chamou o longa de "um clássico filme moderno do gênero slasher que não pode passar batido".
Stephen King escreveu sobre o filme em 20 de abril de 2016, dizendo: "Quão bom é Hush? Está lá no topo com Halloween e, ainda mais, Wait Until Dark. Hora de tensão. Na Netflix." O cineasta William Friedkin, diretor de The Exorcist, também comentou sobre o filme, dizendo: "Hush é um ótimo filme de terror... na Netflix. Aterrorizante."

## Acompanhamentos

### Remakes
Em 2019, dois remakes separados de Hush, dirigidos por Chakri Toleti, foram lançados na Índia: Kolaiyuthir Kaalam (em tâmil) e Khamoshi (em hindi).

### Minissérie
Em 24 de setembro de 2021, Midnight Mass, uma minissérie baseada na história dentro da história de Hush (o aclamado romance internacional da autora de terror surda-muda e protagonista Madison "Maddie" Young), também criada e dirigida por Flanagan e estrelada por Siegel, foi lançada na Netflix.